# 熊思东
熊思东（1962年—），男，汉族，江西新建人，中国微生物学家。中国民主同盟盟员。

## 生平
早年硕士毕业于山西医学院微生物学与免疫学专业。1992年博士毕业于上海医科大学（现属复旦大学）微生物学专业。
历任复旦大学研究生院副院长、复旦学院院长、免疫生物学研究所所长、上海基因免疫与疫苗研究中心主任、卫生部分子病毒学重点实验室副主任。2008年，当选第十一届全国政协委员，代表医药卫生界，分入第四十五组。
2009年加盟苏州大学，任民盟江苏省委副主委、苏州大学副校长、苏州大学生物医学研究院院长。2016年1月至2022年8月，任苏州大学校长，成为1949年后苏州大学（原江苏师范学院）建校史上首位民主党派校长。2018年2月24日，当选为第十三届全国人大代表。